# David Murray (2e comte de Mansfield)
Pour les articles homonymes, voir David Murray (homonymie) et Murray.
David Murray (9 octobre 1727 – 1er septembre 1796), connu comme le vicomte de Stormont de 1748 à 1793, puis 2e comte de Mansfield, est un homme politique britannique. Il hérite à la fois des lignées Mansfield et de Stormont de la famille Murray.

## Biographie
Il est le fils de David Murray, 6e vicomte de Stormont, et de son épouse, Anne Stewart. Le Lord juge en Chef William Murray est son oncle paternel.
Il est ambassadeur à Vienne et Varsovie puis en France dans les premières années de la Guerre d'indépendance des États-Unis, et joue un rôle dans l'envoi de nouvelles sur les opérations militaires. Il a spécialement surveillé Beaumarchais, pour mieux leurrer les Anglais, celui-ci crée une société : Roderigue Hortalez et Cie, ce nom à consonance espagnole ne trompe pas longtemps l’ambassadeur d’Angleterre. Après avoir réussi à entraver le départ de 4 bateaux sur 5 au Havre, seul l'Amphitrite a pu quitter la rade. Stormont le poursuit à Lorient où il a fait escale et se plaint à Vergennes. À son retour en France, le capitaine de l'Amphitrite, Fautrel, est arrêté à Lorient malgré ses justifications. Finalement le Roi les acceptent, mais si Sartine ordonne la libération de Fautrel le 9 décembre. Beaumarchais doit régler 2 000 écus d’indemnisation, «pour payer les humeurs du vicomte de Stormont». Le navire continue sa route vers Nantes, où Jean Peltier Dudoyer le prend en charge. Le 17 mars 1778 Stormont est rappelé à Londres, la France est enfin à visage découvert, elle a reconnu l'indépendance des États-Unis le 13 mars.
Il est élu représentant des Pairs écossais en 1754. Il est le dernier Secrétaire d'État pour le Département du Nord, servant de 1779 à 1782.
En 1783, il est nommé Lord président du Conseil, et de nouveau de 1794 à 1796. Il sert en tant que Lord Justice Générale entre 1778 et 1795. Il est nommé Conseiller Privé en 1763, et fait Chevalier du Chardon en 1768.

## Famille

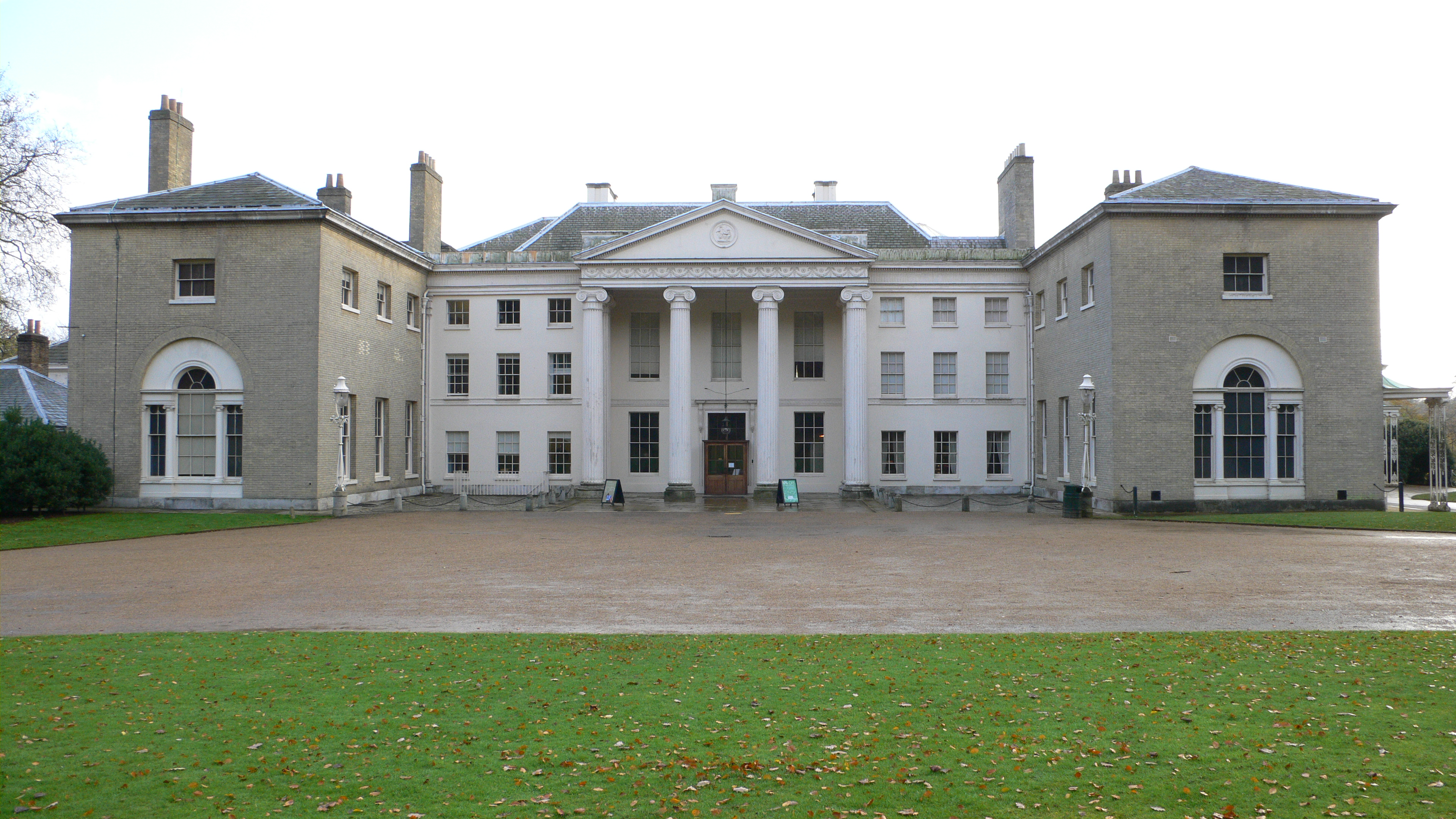
Kenwood House, Londres

Lord Mansfield épouse d'abord à Henrietta Frederica, fille de Henri Graf Bunau, en 1759, alors qu'il est ambassadeur britannique en Saxe. Ils ont un enfant, Lady Elizabeth Murray. Henrietta est morte en 1766. Une décennie plus tard, Mansfield se remarie avec Louise Cathcart, fille de Charles Cathcart, 9e Lord Cathcart, en 1776. Louisa est sa cadette de plus de 30 ans, et ils ont cinq enfants — Caroline, David, George, Charles et Henry.
En 1793, il succède à son oncle, le premier lord Mansfield, le deuxième comte de Mansfield de la création de 1792, tandis que sa femme devient la deuxième comtesse de Mansfield de la création de 1776, par lettres patentes. Du 1er comte, il hérite de Kenwood House dans le quartier londonien de Camden.
Lord Mansfield est mort en septembre 1796 et son corps est inhumé auprès de son oncle, le 1er comte, dans l'Abbaye de Westminster. Son cœur est inhumé au Comlongon Château. Il est remplacé dans ses titres et le domaine de Kenwood House par son fils aîné de David William Murray (3e comte de Mansfield). Son second fils, l'Honorable George Murray, devient un Lieutenant-Général dans l'armée. Son quatrième fils, l'Honorable Sir Henry Murray, atteint le grade de général.
La comtesse de Mansfield survit 47 ans à son mari. Elle se remarie à Robert Fulke Greville en 1797 et est morte en juillet 1843, à l'âge de 85 ans.